# Algebrsko število
Algébrsko števílo (zastarelo algebrajsko število) je vsako realno ali kompleksno število, ki je rešitev neke polinomske enačbe oblike:
{\displaystyle a_{n}x^{n}+a_{n-1}x^{n-1}+\ldots +a_{1}x^{1}+a_{0}x^{0}=0\!\,,}
kjer je n > 0 in so koeficienti ai cela števila (ali enakovredno racionalna števila), ne vsa enaka 0. 
Števila, ki niso algebrska, se imenujejo transcendentna števila.
Množica realnih algebrskih števil je števna, medtem ko je množica vseh realnih števil neštevna, kar pomeni, da je transcendentnih realnih števil dosti več kot algebrskih. Enako velja tudi v kompleksnem.

## Zgledi algebrskih števil
- vsa racionalna števila so algebrska – algebrska števila stopnje 1. Zapisana v obliki ulomka {\displaystyle a/b} zadoščajo definiciji algebrskih števil, saj je {\displaystyle x=a/b} rešitev enačbe {\displaystyle bx-a}. Tako so posebej tudi neničelna cela števila (naravna števila in negativna cela števila) algebrska, so rešitve enačbe {\displaystyle x\pm a;b=1},
- tudi nekatera iracionalna števila so algebrska, npr. števila, ki se jih lahko zapiše s koreni:

{\displaystyle {\sqrt {2}},~{\sqrt[{3}]{5}},~{\frac {1+{\sqrt {7}}}{6}},~{\frac {1+{\sqrt {5}}}{2}}~\ldots }
- - števili {\displaystyle \scriptstyle {\sqrt {2}}} in {\displaystyle \scriptstyle {\sqrt[{3}]{3}}/2} sta algebrski, ker sta ničli polinomov {\displaystyle x^{2}-2} in {\displaystyle 8x^{3}-3},
  - kvadratna iracionalna števila (ničle kvadratnega polinoma {\displaystyle ax^{2}+bx+c} z racionalnimi koeficienti {\displaystyle a}, {\displaystyle b} in {\displaystyle c}) so algebrska. Če je kvadratni polinom enočlenski, (vodilni koeficient {\displaystyle a=1}), so ničle kvadratna cela števila
    - število zlatega reza {\displaystyle \phi } je kvadratno iracionalno število in je algebrsko, je ničla kvadratnega polinoma {\displaystyle x^{2}-x-1},
    - Gaussova cela števila in Eisensteinova cela števila so tudi kvadratna cela števila.
- Conwayjeva konstanta je algebrska, ker je realna ničla polinoma stopnje 71,
- števili {\displaystyle \pi } in e nista algebrski (glej Lindemann-Weierstrassov izrek),
- konstruktabilna števila so algebrska.